# 594 Mireille
594 Mireille è un asteroide della fascia principale del diametro medio di circa 9,23 km. Scoperto nel 1906, presenta un'orbita caratterizzata da un semiasse maggiore pari a 2,6306323 UA e da un'eccentricità di 0,3508518, inclinata di 32,57739° rispetto all'eclittica.
Il nome è un omaggio al Mirèio, un poema dello scrittore francese Frédéric Mistral.